# Cimitero della Consolazione
Il cimitero della Consolazione (in portoghese Cemitério da Consolação) è uno dei maggiori luogo di sepoltura della metropoli brasiliana di San Paolo. È uno dei principali riferimenti nazionali nel campo dell'arte funeraria, insieme al cimitero di San Giovanni Battista di Rio de Janeiro. Situato nel quartiere di Consolação, al suo interno riposano i resti di alcuni tra i più celebri artisti, politici e imprenditori della storia brasiliana.
Fu fondato il 10 luglio 1858 e inaugurato ufficialmente il 15 agosto dello stesso anno. Con concepito con lo scopo principale di garantire la salute e prevenire le epidemie, in quanto doveva sostituire l'abitudine, allora ricorrente, di seppellire i defunti nelle chiese. È uno dei ventidue cimiteri pubblici amministrati dal Servizio funebre municipale di San Paolo.
Con il passare degli anni il cimitero della Consolazione subì un processo di elitarizzazione, essendo stato scelto come luogo di sepoltura dalle ricchissime famiglie fondiarie e dall'emergente borghesia commerciale della città. Tra la fine del XIX e l'inizio del XX secolo vennero dunque furono realizzate imponenti e sfarzose sepolture commissionate ad alcuni dei più importanti artisti attivi nel paese come come Victor Brecheret, Celso Antônio Silveira de Menezes, Nicola Rollo, Luigi Brizzolara e Galileo Emendabili. 
Nel 2017 il cimitero della Consolazione è stato inserito nell'elenco con la Risoluzione n. 08 del Consiglio Municipale per la Conservazione del Patrimonio Storico, Culturale e Ambientale della Città di San Paolo (CONPRESP), la cui tutela ricade su "La disposizione dei viali, degli isolati e delle strade dei tre cimiteri; la cappella, il portico d'ingresso, l'Ossario e l'attuale amministrazione, progettati da Ramos de Azevedo, nonché le numerose sculture, di grande valore artistico." 

## Storia
La prima proposta di costruire un cimitero pubblico a San Paolo fu avanzata nel 1829 dal consigliere Joaquim Antonio Alves Alvim. Dopo un dibattito durato oltre vent'anni, nel 1855 l'ingegnere Carlos Rath individuò come area più adatta per la costruzione di un camposanto quella nota come Consolação, a sud-ovest del centro. I lavori di costruzione procedettero a rilento a causa della mancanza di fondi e perché una parte dei terreni sui quali sarebbe dovuto sorgere il cimitero era di proprietà privata. Grazie al sostegno economico della Marchesa di Santos poté essere costruita la cappella mortuaria.
Il 7 luglio 1858, mentre in città infuriava un'epidemia di vaiolo, il consiglio municipale vietò per questioni igieniche le sepolture in chiesa. Di conseguenza, nonostante i lavori non fossero stati ancora ultimati, il 15 agosto successivo vennero inumati nel cimitero i primi defunti. Questo fatto rese de facto il cimitero della Consolazione il primo camposanto pubblico di San Paolo. 
Fu ampliato due volte, prima nel 1884, quando fu incorporata nell'area cimiteriale una parte della fattoria di Conselheiro Ramalho, situata ai margini del quartiere di Higienópolis, e nel 1890, con l'acquisizione della grande fattoria di Joaquim Floriano Wanderley, in direzione dell'Avenida Paulista.
Nei primi anni di funzionamento il cimitero fu luogo di sepoltura di persone appartenenti a tutte le classi sociali, compresi gli schiavi, che in seguito furono trasferiti al Cemitério dos Aflitos. Rimase l'unico cimitero comunale fino al 1893, quando fu aperto il cimitero del Brás. Nel 1897 fu inaugurato, a breve distanza, il cimitero di Araçá. Con la costruzione di queste due nuovi camposanti, il sito subì un processo di elitarizzazione, accogliendo quasi esclusivamente persone della classe media e alta, grazie alla suddivisione dei terreni in tombe perpetue che venivano vendute dal Comune. All'epoca, una tomba sontuosa era vista come un segno inequivocabile di status sociale. Iniziò a sorgere una vera e propria competizione tra le più famiglie ricche paulistane che commissionarono tombe sempre più sofisticate in materiali nobili come il marmo e il bronzo.